# 南萊斯里普站
南路易斯利浦站（英語：South Ruislip station）是倫敦地鐵和奇爾特恩鐵路在倫敦西部南路易斯利浦的車站，由倫敦地鐵擁有、管理和駐員。車站位於倫敦第5收費區。

## 歷史
大西方及大中央聯合鐵路途經高威科姆，同時前往帕丁頓和馬里波恩站。兩者在諾霍特交匯站連接，位於車站東面少許，由該處起以四線並行向西前往路易斯利浦花園站及西路易斯利浦站。從西路易斯利浦站開始縮減至雙線軌道。車站在1908年5月1日啟用，原名「諾霍特交匯」（Northolt Junction），車站在1932年9月改名為「南路易斯利浦及諾霍特交匯」（South Ruislip & Northolt Junction）再在1947年6月30日改為現稱。
車站由布萊恩·路易斯和F·C·C·庫提斯負責設計，並在1948年11月21日中央線由倫敦西延至西路易斯利浦時開始使用。此段因第二次世界大戰而延誤。圓形的票務廳直至1960年才完工。票務處的混凝土、玻璃和花崗岩腰線是玻璃藝術師亨利·海格其中一個最早的玻璃公共設計
1973年末1947年初簡化了車站附近的軌道配置，人工信號箱也在1990年初連同此線其他同類信號箱一併移除，並由信號燈和電動控制的轉轍器取代，兩者都在馬里波恩控制。軌道配置也進行改善以便由馬里波恩出發的列車可以使用較高速運行通過交匯處，而容許帕丁頓出發停靠奇爾特恩鐵路車站月台的轉轍器也予以拆除。所有東行列車移動到過去的通過道路；過去在西路易斯利浦的月台道路延長段的東行道路也關閉和抬高，並擴建東行月台。前往馬里波恩的道岔的配置亦進行改善以提高速度。舊的軌道痕跡仍可在此點以北的路線看見。此站的軌道已經升級並容許列車以100英哩/小時運行。
車站在1974年3月24日由英國鐵路西部地區轉移至英國鐵路倫敦米德蘭地區。

## 現時車站
平日離峰時段班次如下：
- 每小時1班列車前往倫敦馬里波恩
- 每小時1班列車前往高威科姆（英语：High Wycombe station）

尖峰時段會有額外列車。平日亦有1班議會列車途經新北主線來往倫敦帕丁頓。
所有月台都設有閘機。
車站以東設有一個大型西倫敦廢物管理局大型垃圾處理廠，每日有1班廢物列車營運。同時亦設有一條單線連線前往帕丁頓的軌道。
往馬里波恩的軌道一度在西廢物處理廠任一側通過。長青3計劃一部分重組了諾霍特交匯並包括將廢物轉運站沿新的下行主線設置，以加速奇爾特恩鐵路列車營運。新的下行主線現時的限速由過去的60英哩/小時提升至100英哩/小時。原有的下行主線重組成為下行環線，以便停靠南路易斯利浦站的列車使用。

## 接駁交通
倫敦巴士114、E7路服務此站。

## 外部連結
- London Transport Museum Photographic Archive（页面存档备份，存于）
  - South Ruislip and Northolt Junction station, 1937
  - Rotunda ticket hall under construction, 1954
  - Temporary booking hall, 1955